# NOiSE
NOiSE – manga autorstwa Tsutomu Niheia, prequel serii Blame!. Była publikowana na łamach magazynu „Afternoon Season Zōkan” wydawnictwa Kōdansha od marca 2000 do czerwca 2001.

## Fabuła
Historia opowiada o Susono Musubi, młodej policjantce w postapokaliptycznym podziemnym mieście, która prowadzi śledztwo w sprawie niedawnych porwań dzieci.

## Publikacja
Manga była publikowana w magazynie „Afternoon Season Zōkan” od 10 marca 2000 do 10 czerwca 2001. Wydawnictwo Kōdansha zebrało jej rozdziały w jednym tankōbonie, opublikowanym 20 października 2001.
W Ameryce Północnej manga została wydana przez Tokyopop, natomiast w Polsce przez wydawnictwo Japonica Polonica Fantastica.